# 范允𨧨
范允𨧨，字用宾，清朝官员，浙江钱塘县（今浙江省杭州市）人。
康熙三十九年进士，授安平知县。行取工部主事，考选山东道御史。康熙六十年三月，范允𨧨与御史陶彝、任坪、范长发、邹图云、陈嘉猷、王允晋、李允符、高玢、高怡、赵成穮、孙绍曾合疏上奏，请康熙帝立皇太子。被问罪，遣往军前效力。